# Zoran Popović
Zoran Popović (serb. cyr. Зоран Поповић, ur. 28 maja 1988 w Pakracu) – serbski piłkarz występujący na pozycji bramkarza w serbskim klubie FK Crvena zvezda.

## Sukcesy

### Klubowe
FK Crvena zvezda
- Mistrz Serbii: 2018/2019, 2019/2020, 2020/2021
- Zdobywca Pucharu Serbii: 2020/2021